# Landsat 1
Landsat 1 (pierwotnie ERTS-1) – amerykański satelita środowiskowy, pierwszy satelita programu Landsat. Konstrukcyjnie zbliżony do satelitów Nimbus, wykorzystywany był do pozyskiwania informacji niezbędnych w rolnictwie, leśnictwie, geologii, hydrologii, geografii, kartografii, oceanografii i meteorologii.

## Instrumenty
- RBV – zestaw kamer widikonowych służących do uzyskiwania obrazów Ziemi w paśmie światła widzialnego oraz bliskim podczerwieni,
- MSS – czterokanałowy skaner wielospektralny do uzyskiwania obrazów radiometrycznych,
- DCS – stacja odbiorcza zbierająca dane ze stacji naziemnych.

Ponadto satelitę wyposażono w dwa banki pamięci, zapisujące dane z kamer i skanera na taśmach magnetycznych, co pozwalało na przechowanie ich do 30 minut.

## Przebieg misji
Satelitę wystrzelono 23 lipca 1972 na pokładzie rakiety Delta 0900 z bazy Vandenberg w Kalifornii. Rakieta wyniosła satelitę na orbitę o wysokości ponad 900 km i nachyleniu 99,1 stopni.
W 1976 satelita przesłał obraz niezamieszkanej wyspy leżącej w odległości 20 kilometrów od wschodniej linii brzegowej Kanady, która dotychczas nie figurowała na żadnej z map. Na pamiątkę tego wydarzenia wyspa otrzymała nazwę Landsat Island.
Satelitę wyłączono 6 stycznia 1978 z powodu nadmiernego przegrzewania się satelity w trakcie wystawienia na działanie promieni słonecznych.